# Epitaffio (antica Grecia)
L’epitaffio o epitafio (in greco antico: ἐπιτάφιος λόγος?, epitáphios lógos), spesso tradotto come orazione funebre o discorso funebre, nell'antica Grecia era un discorso funebre pubblico pronunciato in occasione della sepoltura di un defunto.
L'epitaffio, pur essendo presente anche in autori come Omero e Pindaro, viene spesso considerato come un'invenzione di Atene. Il più antico epitaffio superstite è quello di Pericle.

## Epitaffi ad Atene

### Istituzione
L'oratore Anassimene di Lampsaco sosteneva che l'usanza dell'epitaffio era stata introdotta ad Atene nel VI secolo a.C. dal legislatore Solone, ma generalmente gli storici non accettano questa informazione.
Più plausibile, ma non certa è invece l'affermazione di Dionigi di Alicarnasso secondo la quale gli Ateniesi istituirono gli epitaffi "in onore di coloro che combatterono all'Artemisio (480 a.C.), a Salamina (480 a.C.) e a Platea (479 a.C.) e morirono per la patria, oppure per la gloria dei successi di Maratona (490 a.C.)".
Su questa linea si attesta anche Diodoro Siculo, che ricorda l'istituzione degli epitaffi tramite una legge emanata dopo Platea: un oratore selezionato di volta in volta avrebbe pronunciato un epitaffio per coloro che venivano sepolti a spese dello stato.
Vari storici adesso credono che le sepolture collettive per i caduti di guerra (in greco antico: δημόσιον σήμα?) e gli epitaffi siano stati stabiliti attorno al 470 a.C., rimanendo poi in vigore sotto Pericle. La più antica lista di caduti di un determinato anno risale al 465/464 a.C. e i lekythoi a sfondo bianco con dipinte scene funerarie cominciarono attorno al 470 a.C.

### Gli epitafia
Gli epitafia (in greco antico: τὰ ἐπιτάφια?) erano una solenne cerimonia pubblica che si svolgeva nel mese di pianepsione (ottobre/novembre) e durava tre giorni, anche se talvolta proseguivano con ludi ginnici e artistici organizzati dall'arconte polemarco.
Queste celebrazioni, sporadiche nel V secolo a.C., divennero annuali nel IV.
Le ossa dei caduti venivano esposte per tre giorni sotto una tenda e chi voleva poteva portarvi delle offerte, dopodiché venivano trasportate al Ceramico e sepolte. Secondo il racconto di Tucidide, i carri portavano le bare di legno di cipresso, una per ciascuna delle dieci tribù, all'interno delle quali venivano poste le ossa; veniva portato anche un letto vuoto con sopra delle tappeti, usato per rappresentare i morti di cui non si erano ritrovate le ossa. Al corteo sono presenti, oltre alle donne dei defunti, che piangono sulla sepoltura, anche i cittadini e gli stranieri che lo desiderano, e il punto di arrivo è il cimitero pubblico del Ceramico, dove sono sepolti tutti i caduti di guerra ateniesi. Secondo Tucidide solo i 192 morti della battaglia di Maratona, dato il loro eccezionale valore, furono tumulati sul posto, ma sembra che ciò possa valere anche per quelli della battaglia di Platea.
Dopo la sepoltura, le celebrazioni si concludono coll'epitaffio, pronunciato in onore dei caduti da un cittadino designato dalla città (cioè dall'ecclesia su proposta della boulé) per la sua intelligenza e per la stima che aveva presso gli Ateniesi.

### Struttura dell'epitaffio
Platone descrive con una frase la struttura tipica dell'epitaffio: "E il discorso richiesto è uno che elogerà adeguatamente i morti ed esorterà gentilmente i vivi, facendo appello ai loro figli e ai loro confratelli affinché imitino le virtù di questi eroi e offrendo consolazione ai loro padri, alle loro madri e ad ogni loro avo superstite".
L'epitaffio tradizionale doveva quindi contenere un elogio ai caduti di guerra e alla città, un'esortazione ai parenti ad imitare le virtù dei caduti e una consolazione ai membri viventi delle loro famiglie.
Un epitaffio era composto da queste parti.
- Un preambolo, che tratta le aspettative del pubblico.[25] L'oratore di solito afferma che è pressoché impossibile per lui trovare parole degne delle imprese dei caduti;[24] un preambolo del genere rivela la posizione dell'epitaffio come genere orale all'interno di una società ritualmente e socialmente delimitata.[25]
- Una parte riguardante le origini di Atene e le gesta degli Ateniesi del passato.[4]
- Una parte riguardante i caduti, il loro sacrificio e la loro devozione alla democrazia ateniese.[4]
- Un epilogo, che costituisce la consolazione e l'incoraggiamento per le famiglie dei caduti.[24] Alla fine la città promette di educare gli orfani dei caduti, segnalando così la rinascita della vita nella polis.[25]

### Funzioni dell'epitaffio e critiche
La funzione primaria dell'epitaffio era esprimere pubblicamente la concezione della potenziale eccellenza della polis. Era un'occasione in cui Atene si "inventava" e "reinventava" in forma narrativa. La città mostrava le proprie imprese e le virtù civiche e personali alle quali i cittadini potevano aspirare. La prosa dell'epitaffio si dedica a celebrare l'ideale dell'Atene democratica. Attraverso l'epitaffio la città si riconosceva come desiderava essere.
È per questa ragione che Platone ha scelto l'orazione funebre come obiettivo principale: nel Menesseno si impegna negli interessi dell'oratoria funebre e per la filosofia si appropria di parte della missione intellettuale che gli Ateniesi associavano colla forma più celebrata e democratica di epidittica, l'epitaffio.

## Epitafi superstiti
La tradizione ha conservato solo sei epitaffi:
- Epitaffio pronunciato da Pericle nel 430 a.C. per i caduti del primo anno della guerra del Peloponneso, trasmesso da Tucidide;
- Epitaffio pronunciato da Gorgia in un anno imprecisato della guerra del Peloponneso, trasmesso solo in parte da Massimo Planude;
- Epitaffio pronunciato da Lisia in un anno imprecisato della guerra di Corinto, trasmesso tra le orazioni di Lisia;
- Epitaffio di un anno imprecisato del IV secolo a.C. (post 387 a.C.) contenuto nel Menesseno di Platone, trasmesso tra i dialoghi platonici;
- Epitaffio pronunciato da Demostene nel 338 a.C. per i caduti della battaglia di Cheronea, trasmesso tra le orazioni di Demostene;
- Epitaffio pronunciato da Iperide nel 322 a.C. per i caduti del primo anno della guerra lamiaca, trasmesso tra le orazioni di Iperide.